# 695 هـ
695 هـ هي سنة في التقويم الهجري امتدت مقابلةً في التقويم الميلادي بين سنتي 1295 و1296.

## وفيات
- البوصيري
- عبد اللطيف بن العز بن عبد السلام
- فاتح بن عثمان الأسمر التكرورى
- ابن عذاري

- في شهر صفرسنة 695 هـ الموافق 1295 م توفي شيخ الحنابلة بمصر العلامة نجم الدين أحمد بن حمدان الحراني.
- سنة 695 هـ الموافق 1295 م توفي قاضي قضاة مصر تقي الدين عبد الرحمن بن قاضي القضاة تاج الدين عبد الوهاب بن بنت الأعز الشافعي.
- سنة 695 هـ الموافق 1295 م، توفي شيخ الحنفية محيي الدين محمد بن يعقوب بن النحاس الأسدي الحلبي، عن 81 سنة.
- سنة 695 هـ الموافق 1295 م، توفي شيخ الحنابلة زين الدين المنجا بن عثمان المنجا التنوخي عن 64 سنة.